# Lawena
Lawena är en dal i Liechtenstein. Den ligger i den södra delen av landet, 9 km söder om huvudstaden Vaduz. I dalen ligger ett kraftverk, Kraftwerk Lawena.